# Dinotrema alboacutum
Dinotrema alboacutum är en stekelart som beskrevs av Papp 2003. Dinotrema alboacutum ingår i släktet Dinotrema och familjen bracksteklar. Inga underarter finns listade i Catalogue of Life.